# امانوئل فرارو
امانوئل فرارو (انگلیسی: Emanuele Ferraro؛ زادهٔ ۸ سپتامبر ۱۹۷۸) بازیکن فوتبال اهل ایتالیا است.
از باشگاه‌هایی که در آن بازی کرده‌است می‌توان به باشگاه فوتبال هامبورگ، باشگاه فوتبال آسکولی، باشگاه فوتبال آنکونا، باشگاه فوتبال سالرنیتانا، باشگاه فوتبال برشا، باشگاه فوتبال پیاچنزا، و باشگاه فوتبال ماگدبورگ ۱ اشاره کرد.